# Amigos do Bem
Amigos do Bem é uma instituição sem fins lucrativos que desenvolve projetos educacionais, de geração de trabalho e renda, água, saúde e moradia no sertão do Nordeste brasileiro, promovendo, desde 1993, desenvolvimento local e inclusão social junto às populações em situação de extrema pobreza e miséria. O trabalho nasceu com a iniciativa de um grupo de amigos de São Paulo liderado por Alcione Albanesi que, comovido pela situação de miséria no sertão nordestino, se mobilizou para ajudar a região. A atuação da instituição é centrada no alargamento do acesso às oportunidades de trabalho e geração de renda, educação, saúde, água e moradia de forma a permitir uma transformação efetiva nas condições de vida das comunidades atendidas. Desde sua fundação, cerca de 1,5 milhão de pessoas foram atendidas pelos projetos dos Amigos do Bem. Em 2023, 150 mil pessoas são atendidas todos os meses em 300 povoados do sertão de Alagoas, Pernambuco e Ceará. Com sede localizada na cidade de São Paulo, os Amigos do Bem são uma das maiores instituições sociais do país e contam com mais de 10.600 mil voluntários que representam um dos maiores grupos de voluntariado do Brasil. Divididos em 150 equipes de trabalhos, os voluntários desempenham diversas funções, como arrecadações e distribuições mensais de alimento, triagem de doações, restauração de brinquedos e acompanhamento dos diversos projetos no sertão.

## História
No Natal de 1993, um grupo de amigos liderado por Alcione Albanesi partiu de São Paulo para o sertão nordestino. Motivados pelas notícias de uma grande seca, levaram doações de alimentos, brinquedos e remédios para o sertão. Na chegada, eles se depararam com um cenário de abandono, fome e escassez de recursos básicos, como água e saneamento.
O trabalho cresceu com o tempo, atendendo cada vez mais famílias em diferentes povoados. As ações, inicialmente assistenciais, transformaram-se em projetos de longo termo que passaram a oferecer condições favoráveis para o desenvolvimento das pessoas e das comunidades atendidas.
A missão dos Amigos do Bem é transformar vidas através da educação e de projetos autossustentáveis capazes de promover desenvolvimento local e inclusão social, erradicando a fome e a miséria. Para tanto, partem da premissa de que todos os seres humanos são capazes de se desenvolver, desde que lhe sejam oferecidas condições para tanto.  

## Atuação
Os Amigos do Bem atuam de forma abrangente no sertão de três estados nordestinos, Alagoas, Pernambuco e Ceará, onde desenvolvem projetos que multiplicam o acesso às oportunidades de trabalho e geração de renda, educação, saúde, água e moradia.
“Nosso objetivo é continuar transformando, investindo principalmente na geração de trabalho e na educação para crianças e jovens”, diz Alcione Albanesi, presidente e fundadora dos Amigos do Bem.

## Educação
Os Amigos do Bem acreditam que a educação é a base para o desenvolvimento humano. Por isso, mantêm diferentes projetos que oferecem oportunidades de formação para crianças, jovens e adultos. A partir desses projetos, potencializam as habilidades de cada estudante e promovem a inclusão social para o exercício da cidadania.
Os Amigos do Bem construíram 4 centros de transformação, onde mais de 10 mil crianças e jovens participam diariamente de atividades educativas e culturais. Eles frequentam, dependendo da idade, reforço escolar, atividades extracurriculares (língua inglesa, esportes, dança, teatro, música, entre outros) e também cursos profissionalizantes de culinária, cabeleireiro, informática e manicure, além de cursos de alfabetização para adultos. Ademais, já foram oferecidas mais de 500 bolsas de estudo em instituições de ensino superior, possibilitando a formação profissional e a oportunidade de um futuro diferente para centenas de jovens que são os primeiros de suas famílias a frequentar o ensino superior.
Cada um dos centros de transformação possui 25 salas de aula, quadra poliesportiva, parque, refeitório, banheiros, biblioteca, sala de jogos e anfiteatro. Eles contam com equipes formadas por mais de 60 profissionais em formação continuada e servem cerca de 3,5 mil refeições diárias aos alunos.
Os Amigos do Bem também estabelecem parcerias com escolas públicas locais com o objetivo de estabelecer práticas educativas que impulsionem o bom desempenho escolar dos alunos. Um corpo de psicólogos e pedagogos voluntários capacita e acompanha professores da rede pública. Esse programa beneficia mais de 1.500 alunos do ensino regular que vivem em regiões de extrema vulnerabilidade.

## Trabalho e renda
Os Amigos do Bem investem na geração de renda para promover inclusão social. Para tanto, projetos que visam o desenvolvimento social e econômico foram criados de acordo com o potencial de cada região. Foram construídas fábricas de beneficiamento de castanha e de doces e oficinas de costura e de artesanato que geram mais de 1.500 empregos no sertão. Com essas oportunidades de trabalho, homens e mulheres recebem salários que garantem o sustento de suas famílias. Isso se traduz em desenvolvimento local, atingindo comunidades inteiras.
Em Pernambuco e no Ceará, são 680 hectares de cultivo do caju, planta escolhida tanto pelo fácil desenvolvimento em regiões secas quanto pela grande demanda por suas castanhas nos mercados interno e externo do Brasil. Duas fábricas construídas pelos Amigos do Bem empregam centenas de trabalhadores responsáveis pelo beneficiamento da castanha, comercializada em diversas lojas e mercados.
Além do caju, há também plantações de pimenta orgânica que se transformam em conservas na fábrica, produção de doces e mel e oficinas de costura e artesanato. Toda a renda obtida com a venda desses produtos 100% solidários é revertida para os projetos educacionais da Instituição.

## Saúde
Voluntários da área da saúde viajam todos os meses para o sertão para realizar atendimentos médicos e odontológicos gratuitos nos centros de saúde dos Amigos do Bem, além de visitarem os povoados mais afastados para acompanhar de perto as famílias cadastradas pela instituição. Por ano, são realizados mais de 180 mil atendimentos e a distribuição gratuita de medicamentos e óculos de grau àqueles que precisam.
A ONG conta também com atendimentos por telemedicina em expansão durante a pandemia do Covid-19 e com ambulâncias devidamente equipadas que socorrem pessoas que vivem em comunidades distantes.

## Água
A região do sertão nordestino é atingida por longos períodos de seca que resultam na escassez de água. A falta de água tem impactos sérios na vida dos que vivem no sertão: sede, dificuldade em manter condições de higiene e saúde adequadas e problemas na agricultura e criação de animais, principais atividades do local. Em muitas regiões, não existe água suficiente para beber.
Para solucionar a questão da falta de água no sertão, os Amigos do Bem realizaram diversos estudos e construíram 123 cisternas e 39 poços artesianos. Milhares de pessoas, que chegavam a andar quilômetros em busca de água, não passam mais sede. Além disso, mais de 700 milhões de litros de água são distribuídos por ano nas regiões mais secas.

## Moradia
As casas de taipa, conhecidas também como casa de pau a pique, ainda são comuns no sertão. Com o objetivo de proporcionar condições de moradia dignas para inúmeras famílias, os Amigos do Bem construíram centenas de casas de alvenaria entregues mobiliadas e com enxoval completo para as famílias mais necessitadas. Também foram construídas 4 Cidades do Bem. Localizadas em Pernambuco, Alagoas e Ceará, essas cidades são compostas por dezenas de casas com infraestrutura completa, saneamento básico e energia elétrica. Centenas de famílias deixaram as casas de taipa e condições de miséria para viver nessas casas de alvenaria com conforto e dignidade.

## Plano emergencial na pandemia de Covid-19
A falta de recursos tornaram a população do sertão nordestino mais suscetível à pandemia do coronavírus (Covid-19) . Além do risco de contágio, os impactos econômicos agravaram a situação de extrema pobreza e miséria da região. A fome e a escassez de água ficaram mais evidentes.
Como resposta a essa situação, os Amigos do Bem desenvolveram um plano emergencial que ampliou o atendimento, alcançando um número maior de pessoas. Foram 150 mil pessoas atendidas pela instituição. Desde o início da pandemia do coronavírus (Covid-19), os Amigos do Bem têm abastecido hospitais do sertão nordestino com equipamentos de saúde e segurança. Além disso, a instituição passou a distribuir itens de higiene como álcool em gel e sabonetes, além de promover ações para conscientizar a população sobre a importância de práticas de higiene para evitar a contaminação.
A distribuição de alimentos também foi alargada, atendendo mais de 150 mil pessoas no sertão nordestino. Com relação à água, 6caminhões-pipa estão sendo levados às comunidades mais distantes para abastecer as cisternas e garantir o acesso à água.
Com a paralisação das escolas e dos centros de transformação, jovens e crianças do sertão, que não têm acesso aos recursos tecnológicos em suas casas, receberam kits de “atividades remotas” preparados pelas equipes pedagógicas que atuam na instituição. Desta forma, podem continuar estudando por meio de atividades que reforçam a leitura, a escrita e a interpretação de texto.

## Regiões atendidas
Os Amigos do Bem atuam no sertão dos estados de Alagoas, Pernambuco e Ceará, na região nordeste brasileira. Esta região concentra as maiores taxas de pobreza e abriga os menores índices de desenvolvimento humano (IDH) do Brasil. Isso significa que os habitantes desses locais têm dificuldade de acesso à educação, saúde e renda.
O semiárido nordestino ocupa grande parcela da região nordeste, com diversos municípios e vilarejos que abrigam milhões de pessoas vivendo em condições de privação em meio a graves processos de desertificação. Os períodos de seca, que atingem o sertão há séculos, impossibilitam a agricultura e a criação de animais, diminuindo as oportunidades de trabalho na região. Gerações de famílias vivem sem recursos e, hoje, mais de 20 milhões de pessoas estão abaixo da linha da pobreza no nordeste.

## Voluntários
Atualmente, os Amigos do Bem contam com 10.600 voluntários que se dividem em 150 grupos de trabalho, exercendo diferentes funções. Ainda que a maioria dos voluntários esteja concentrada na cidade de São Paulo, onde está estabelecida a Central do Bem (núcleo administrativo da Instituição), muitas pessoas que foram atendidas pelos projetos dos Amigos do Bem transformaram-se em voluntários “locais”, atuando diretamente no sertão. As atividades desenvolvidas pelos voluntários variam entre arrecadação de alimentos, triagem e organização das doações e atividades específicas dos projetos de saúde, água, educação, moradia e trabalho.

## Produtos 100% solidários
Os produtos 100% solidários dos Amigos do Bem são feitos no sertão nordestino e garantem trabalho e renda para mais de 1.500 pessoas. Com o objetivo de desenvolver o potencial de cada região, diferentes frentes de trabalho foram abertas, garantindo o sustento de milhares de famílias.
Nas fábricas de beneficiamento de castanha localizadas em Pernambuco e no Ceará, são produzidas castanhas de caju nas versões tradicional, premium, natural e caramelizada. O processo é acompanhado por técnicos especializados que garantem a qualidade do produto.
Na fábrica de doces, são preparadas receitas tradicionais do sertão, como doce de leite, paçoca de castanha de caju e cocada. A plantação de pimenta orgânica garante conservas de pimenta biquinho. Nas oficinas de costura e de artesanato, são feitas sacolas de patchwork, ecobags, jogos americanos de babaçu, cestas de palha, presépios e muitos outros itens. Há ainda a produção de mel puro do sertão.
Toda a renda gerada com a venda desses produtos é revertida para os projetos de educação e de transformação de vidas desenvolvidos pela Instituição no sertão nordestino.

## Prêmios
Os Amigos do Bem têm recebido diversos prêmios que atestam a seriedade, a transparência e a competência do trabalho realizado. Entre eles:
- Prêmio Empreendedor Social - Folha de S.Paulo[9][10]
- Prêmio Top Marketing 2019 - ADVBPE[11]
- Selo Liga Social - Instituto Liga Social[12]
- Melhores ONGs - Instituto Doar e Revista Época[13][14][15]
- Selo Doar - Padrão de Gestão e Transparência no Terceiro Setor[16]
- 17º Prêmio LIDE - Empreendedor Social
- Projeto Generosidade - Editora Globo – 1ª Instituição ganhadora, eleita entre mais de 10 mil projetos sociais[17][18]
- 20º Prêmio Claudia  Categoria: Negócios - Ganhadora: Alcione Albanesi
- Empreendedor do Ano - Ernst & Young
- Trip Transformadores - Editora Trip[19][20][21]
- Top Social - Prêmio do Terceiro Setor
- CEBRASSE - Categoria Ação Social
- Retrato Social - Entidade que certifica instituições do terceiro setor

## Lema
Lema dos Amigos do Bem:
“Que ninguém se escuse de fazer o bem
sob o pretexto de que é pequenino,
pois cada qual algum recurso tem,
para valorizar o seu destino!
A fraternidade é como hino
que juntos cantamos, quando alguém
de nós recebe o bálsamo divino
que um gesto amigo e fraternal contém!
Em face do progresso social,
trabalhar sempre pelo bem geral
É sagrado dever nosso!
O meu lema de vida assim descrevo:
se não posso fazer tudo o que devo,
devo, ao menos, fazer tudo o que posso!”